# Medalistki mistrzostw Polski seniorów w biegu na 10 kilometrów
Medalistki mistrzostw Polski seniorów w biegu na 10 kilometrów – zdobywczynie medali seniorskich mistrzostw Polski w biegu ulicznym na 10 kilometrów.
Konkurencja ta, w randze mistrzostw Polski kobiet, została rozegrana po raz pierwszy w 2012. Pierwszą rekordzistką mistrzostw została Iwona Lewandowska (33:34).

## Medalistki
| Mistrzostwa        | 1. miejsce                                    | Rezultat | 2. miejsce                                      | Rezultat | 3. miejsce                                         | Rezultat |
| Bielsko-Biała 2012 | Iwona Lewandowska LKS Vectra-DGS Włocławek    | 33:34    | Karolina Jarzyńska KS Piętka Katowice           | 33:46    | Dominika Nowakowska LKB im. Braci Petk Lębork      | 34:37    |
| Płock 2013         | Dominika Nowakowska LKB im. Braci Petk Lębork | 34:06    | Agnieszka Mierzejewska MKS-MOS Pomień Sosnowiec | 34:52    | Justyna Korytkowska LŁKS Prefbet Śniadowo Łomża    | 34:58    |
| Bielsko-Biała 2014 | Iwona Lewandowska LKS Vectra Włocławek        | 33:20    | Katarzyna Kowalska LKS Vectra Włocławek         | 33:22    | Monika Stefanowicz WKS Grunwald Poznań             | 34:21    |
| Łódź 2015          | Katarzyna Kowalska LKS Vectra Włocławek       | 33:36    | Dominika Napieraj AZS-AWF Wrocław               | 33:48    | Iwona Lewandowska LKS Vectra Włocławek             | 33:49    |
| Bielsko-Biała 2016 | Iwona Lewandowska LKS Vectra Włocławek        | 33:45    | Izabela Trzaskalska AZS UMCS Lublin             | 34:05    | Anna Celińska Sprint Bielsko-Biała                 | 35:46    |
| Łódź 2017          | Izabela Trzaskalska AZS UMCS Lublin           | 34:31    | Ewa Jagielska LKS Ostrowianka Ostrów Maz.       | 34:45    | Aleksandra Brzezińska MKL Toruń                    | 34:54    |
| Warszawa 2018      | Renata Pliś MKL Maraton Świnoujście           | 33:55    | Monika Andrzejczak MKL Szczecin                 | 34:00    | Ewa Jagielska LKS Ostrowianka                      | 34:11    |
| Poznań 2019        | Anna Bańkowska KS Podlasie Białystok          | 33:31    | Aleksandra Brzezińska MKL Toruń                 | 34:07    | Olga Kalendarowa-Ochal LŁKS Prefbet Śniadowo Łomża | 34:20    |
| Poznań 2020        | Aleksandra Lisowska KS AZS UWM Olsztyn        | 33:05    | Monika Jackiewicz MKL Szczecin                  | 33:11    | Aleksandra Brzezińska MKL Toruń                    | 33:13    |
| Poznań 2021        | Paulina Kaczyńska WMLKS Pomorze Stargard      | 33:23    | Monika Jackiewicz MKL Szczecin                  | 33:31    | Sabina Jarząbek KKL Kielce                         | 33:41    |

## Klasyfikacja medalowa
W historii mistrzostw Polski seniorów na podium tej imprezy stanęło dotąd 20 zawodniczek. Najwięcej medali (4) zdobyła Iwona Lewandowska, która również zdobyła najwięcej złotych medali – (3). W tabeli kolorem wyróżniono zawodniczki, które wciąż są czynnymi lekkoatletkami.
| Lp. | Zawodniczka            | Złoto | Srebro | Brąz | Razem |
| 1.  | Iwona Lewandowska      | 3     | 0      | 1    | 4     |
| 2.  | Katarzyna Kowalska     | 1     | 1      | 0    | 2     |
| 2.  | Izabela Trzaskalska    | 1     | 1      | 0    | 2     |
| 4.  | Dominika Nowakowska    | 1     | 0      | 1    | 2     |
| 5.  | Anna Bańkowska         | 1     | 0      | 0    | 1     |
| 5.  | Paulina Kaczyńska      | 1     | 0      | 0    | 1     |
| 5.  | Aleksandra Lisowska    | 1     | 0      | 0    | 1     |
| 5.  | Renata Pliś            | 1     | 0      | 0    | 1     |
| 9.  | Monika Jackiewicz      | 0     | 2      | 0    | 2     |
| 10. | Aleksandra Brzezińska  | 0     | 1      | 2    | 3     |
| 11. | Ewa Jagielska          | 0     | 1      | 1    | 2     |
| 12. | Monika Andrzejczak     | 0     | 1      | 0    | 1     |
| 12. | Karolina Jarzyńska     | 0     | 1      | 0    | 1     |
| 12. | Agnieszka Mierzejewska | 0     | 1      | 0    | 1     |
| 12. | Dominika Napieraj      | 0     | 1      | 0    | 1     |
| 16. | Anna Celińska          | 0     | 0      | 1    | 1     |
| 16. | Sabina Jarząbek        | 0     | 0      | 1    | 1     |
| 16. | Olga Kalendarowa-Ochal | 0     | 0      | 1    | 1     |
| 16. | Justyna Korytkowska    | 0     | 0      | 1    | 1     |
| 16. | Monika Stefanowicz     | 0     | 0      | 1    | 1     |

## Zmiany nazwisk
Niektóre zawodniczki w trakcie kariery lekkoatletycznej zmieniały nazwiska. Poniżej podane są najpierw nazwiska panieńskie, a następnie po mężu:
Monika Drybulska → Monika Stefanowicz
Anna Gosk → Anna Bańkowska
Karolina Jarzyńska → Karolina Nadolska
Iwona Lewandowska → Iwona Bernardelli
Izabela Trzaskalska → Izabela Paszkiewicz